# Ariane von Graffenried
Ariane von Graffenried (* 1978 in Bern) ist eine Schweizer Schriftstellerin und Theaterwissenschaftlerin.

## Leben
Ariane von Graffenried studierte Theaterwissenschaft, Englische Literatur und Medienwissenschaft und wurde an der Universität Bern über eine Arbeit über die Verwendung von Dokumentarfilmen im Theater promoviert. Sie erhielt 2018 das Stipendium Weiterschreiben der Stadt Bern sowie 2020 ein Stipendium vom Literarischen Colloquium Berlin (LCB).
Graffenried ist Verfasserin von Erzählungen, literarischen Liedern, Lyrik, Spoken-Word-Texten, Theaterstücken, Essays und schreibt auch für Zeitungen. Mit dem Multiinstrumentalisten und Komponisten Robert Aeberhard bildet sie das musikalische Spoken-Word-Duo Fitzgerald & Rimini. Graffenried ist Mitglied der Autorengruppe Bern ist überall und Kuratorin des internationalen Lyrikfestivals Basel. Viele ihrer Texte weisen Vielsprachigkeit auf und sind auf den performativen Vortrag ausgerichtet. Neben Deutschland und der Schweiz ist Graffenried im Duo oder solo in Österreich, Polen, Indien, Frankreich, Belgien, Serbien, Kosovo, Mazedonien, Georgien, Rumänien, Griechenland und Russland aufgetreten.

## Preise
- 2013: Gottfried-Keller-Preis (mit Bern ist überall)[9]
- 2015: Anerkennungspreis des Kantons Bern (mit Fitzgerald & Rimini)[10]
- 2015: Kulturpreis der Burgergemeinde Bern (mit Bern ist überall)[11]
- 2017: Literaturpreis des Kantons Bern[12] für die Sprechtexte Babylon Park
- 2019: Literaturpreis des Kantons Bern (gemeinsam mit Martin Bieri)[13]
- 2020: Literaturpreis des Kantons Bern (mit Fitzgerald & Rimini)[14]
- 2022: Grosser Literaturpreis von Stadt und Kanton Bern[15]

## Werke (Auswahl)

### Bücher
- Fleur de Bern. Knapp Verlag, Olten 2010, ISBN 978-3-905848-36-6.
- Dramaturgien der Wirklichkeit. Cronos Verlag, Zürich 2012, ISBN 978-3-0340-1126-6. Zugleich: Diss. Universität Bern, 2010, unter dem Titel: Dokumentarfilme im Theater
- Babylon Park. Verlag: Der Gesunde Menschenversand Luzern 2017, ISBN 978-3-03853-036-7.
- mit Fitzgerald & Rimini: 50 Hertz. Mit CD. Verlag: Der Gesunde Menschenversand, Luzern 2019, ISBN 978-3-03853-096-1.

### Theaterstücke
- Wenn wir uns treffen, dann gehen wir durch die Strassen und zünden Autos an. Uraufführung: Schlachthaus Theater Bern 2008[16]
- mit Matto Kämpf: Alle Vögel sind schon da. Eine Konferenz in Zimmerwald. Uraufführung: Schlachthaus Theater Bern 2014[17]
- mit Jeton Neziraj: S’ka Problem. Uraufführung: Jugendclub Schlachthaus Theater Bern, 2016[18]
- Genderpuff. Uraufführung: Jugendclub Schlachthaus Theater Bern, 2017[19]
- mit Martin Bieri: Donkey der Schotte und das Pferd, das sich Rosi nannte, Uraufführung: Konzert Theater Bern, 2018[20]
- mit Martin Bieri: Das Ende von Schilda, Uraufführung: Bühnen Bern, 2022[21]
- mit Martin Bieri: Versteckt – Lucia in Finsterland, Uraufführung: Luzerner Theater, 2023[22]

### Hörspiel
- mit Martin Bieri, Daniel Mezger, Elvira Isenring, Dominik Dusek: Super Cindy Sabotage. Eine Kriegsgroteske mit Superheldin. SRF, Radio Stadtfilter, Zürich/Winterthur, 2016[23]

### CDs
- Fitzgerald & Rimini: Aristokratie & Wahnsinn. Verlag: Der Gesunde Menschenversand, Luzern 2011, ISBN 978-3-905825-26-8.
- Fitzgerald & Rimini: Grand Tour. Verlag: Der Gesunde Menschenversand, Luzern 2015, ISBN 978-3-03853-005-3.